# Коцо дел Монако (Козенца)
Коцо дел Монако је насеље у Италији у округу Козенца, региону Калабрија.
Према процени из 2011. у насељу је живело 81 становника. Насеље се налази на надморској висини од 518 м.